# エミリオ・コルナリア
エミリオ・コルナリア（Emilio Cornalia、1824年7月21日 - 1882年6月8日)は、イタリアの博物学者、動物学者、古生物学者である。昆虫、特に養蚕用蚕の解剖学的研究で知られる。

## 略歴

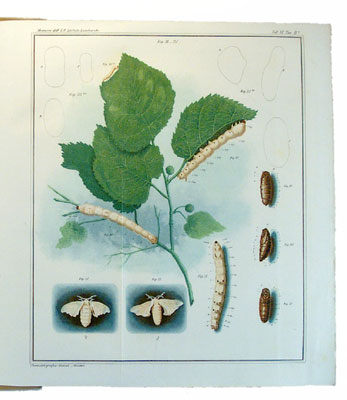
著書の図版

ミラノに生まれた。1851年からミラノ市立自然史博物館で働き、1866年から館長を務めた。ミラノ技術専門学校（Tecnico Superiore di Milano、後のミラノ工科大学）の設立に貢献し、1863年から応用生物学の講義を行った。
長く、イタリア博物学協会（Società Italiana di Scienze Naturali）の会長を務め、イタリア昆虫学会（Società Entomologica Italiana）の設立者の一人である。
応用生物学の分野での研究で貢献し、『養蚕用蛾のモノグラフ』（Monografia del bombice del gelso:1856年）などで知られる。